# Normes de Castelló
Les Normes de Castelló, également appelées Normes Ortogràfiques de Castelló ou Normes de 32, sont des règles (ou normes) orthographiques élémentaires qui constituent une adaptation au valencien des Normes ortogràfiques coordonnées par Pompeu Fabra pour la langue catalane. Elles furent signées le 21 décembre 1932 par les plus importantes institutions culturelles du pays valencien, notamment Lo Rat Penat et le Centre de Culture Valencienne (devenue Real Acadèmia de Cultura Valenciana en 1978).

## Présentation
Elles s'avèrent être une sorte de compromis, dans le sens où elles sont conformes à l'essence et au style des normes de Fabra et de l'Institut d'Estudis Catalans, tout en permettant l'usage d'éléments idiosyncratiques du valencien. Il ne s'agit pas en réalité de normes orthographiques complètes, mais seulement d'une sorte de guide, exposant des principes généraux. Comme le dit Fabra lui-même, s'adressant aux Valenciens, :

« Nous, les Catalans, ne souhaitons rien sinon que vous entrepreniez un travail de forte épuration de votre langue, et que vous ne vous occupiez guère de vous rapprocher de notre catalan ; que vous tâchiez de décastillaniser le valencien et, en l'enrichissant, tenter de le rapprocher de vos grands écrivains médiévaux. »

L'écriture standard du valencien actuel suit globalement ces normes. Toutefois, certaines orthographes aujourd'hui considérées comme incorrectes sont permises par les normes de 1932 (comme atre pour altre).
Certains secteurs culturels et politiques minoritaires, partisan du sécessionnisme linguistique du valencien par rapport au diasystème catalan, défendent toutefois différentes  normes alternatives et exclusives au valencien, en particulier les Normes del Puig, mais dont la diffusion est restée limitée et l'usage est en déclin depuis 1998, année de la création de l'Académie valencienne de la langue, institution fondée par la Generalitat valencienne pour tenter de mettre fin au conflit, et qui s'est prononcée en faveur l'utilisation des Normes de Castellón.

## Signataires
Personnes ayant signé l'accord sur l'adoption des normes :
- Francesc Alcayde Vilar
- Maximilià Alloza Vidal
- Francesc Almela i Vives
- Pasqual Asins i Lerma
- Joan Beneyto i Pérez
- Francesc Bosch Morata
- Francesc Caballero i Muñoz
- Emili Calduch Font
- Francesc Carreres de Calatayud
- Salvador Carreres Zacarés
- Angelí Castanyer i Fons[6]
- Lluís Cebrián Ibor
- Lluís Cebrián Mezquita
- Emili Cebrián Navarro
- Manel Cervera
- Enric Duran i Tortajada
- Ferran Escrivà Cantos
- Francesc Figueras i Pacheco
- Lluís Fullana Mira
- Honori Garcia i Garcia
- Francesc Garcia Gascón
- Josep Gasch Gasch
- Emili Gómez Nadal
- Constantí Gómez Salvador
- Nicolau Primitiu Gómez Serrano
- Salvador Guinot Vilar
- Ramon Maria Huguet Juan
- Gaietà Huguet i Segarra
- Antoni Igual Úbeda
- Eduard López-Chávarri
- Miquel Martí Esteve
- Eduard Martínez Ferrando
- Francesc Martínez i Martínez
- Felip Mateu i Llopis
- Enric Navarro i Borràs
- Bernat Ortín Benedito
- Josep Pascual Tirado
- Miquel Peña Masip
- Adolf Pizcueta i Alfonso
- Joan Baptista Porcar i Ripollès
- Ferran Pròsper Lana
- Joaquim Reig i Rodríguez
- Lluís Revest i Corzo
- Àngel Sánchez Gozalbo
- Lluís Sales Boli
- Carles Salvador i Gimeno
- Vicent Sanchis Sugráñez
- Manuel Sanchis Guarner
- Josep Sanchis Sivera
- Ricard Sanmartín i Bargues
- Joan Simón i Matutano
- Enric Soler i Godes
- Llorenç Sorlí i Ballester
- Manel Tetuà Cases
- Maximilià Thous i Llorens
- Leopold Trènor i Palavicino
- Emili Vilella Garcia
- Ignasi Villalonga i Villalba
- Josep Lluís Bausset i Ciscar

Certains signaient à titre individuels et d'autres le faisaient en représentation d'entité, culturelles ou autres.